# Mount Vernon (Kentucky)
Mount Vernon è un comune degli Stati Uniti d'America, situato nello Stato del Kentucky, nella Contea di Rockcastle, della quale è il capoluogo.